# Petr Lacina
Petr Lacina (* 27. července 1973 Praha) je bývalý český zápasník-judista, účastník olympijských her v roce 1996 a dlouholetý šéftrenér české judistické reprezentace.

## Sportovní kariéra
S judem začínal v 7 letech. Svoje první sportovní úspěchy má spojené s Gymnáziem Nad Štolou. Vrcholově se připravoval v klubu USK Praha. V československé a od roku 1993 v české reprezentaci se pohyboval od počátku devadesátých let. V roce 1996 se kvalifikoval na olympijské hry v Atlantě, kde vypadl v úvodním kole na ippon s Litevcem Algimantasem Merkevičiusem. Zlepšenou výkonnost v olympijském roce 1996 využil v jejím závěru na podzim, kdy na Akademickém mistrovství světa v kanadském Jonquière vybojoval 3. místo. Sportovní kariéru ukončil v roce 1998 po vleklém zranění. V tomto období dokončil studium na vysoké škole a upřednostnil práci trenéra.

### Umístění na mezinárodních turnajích
- Světový pohár v judu 1996 – 3. místo (Praha)
- Akademické mistrovství světa v judu 1996 – 3. místo (Jonquière)
- Světový pohár v judu 1997 – 7. místo (Varšava)
- mistrovství Evropy 1997 – 7. místo (Oostende)

## Trenérská a funkcionářská činnost
Jako trenér začínal v USK Praha. Po Jiřím Sosnovi nejprve převzal vedení vrcholového policejního sportovního centra a na podzim 2004 byl jmenován trenérem mužské reprezentace, ke které později přibral i funkci trenéra ženské reprezentace.. Jeho trenérská kariéra je spojená především se jménem nejúspěšnějšího českého judisty Lukáše Krpálka.
30. dubna 2013 byl jmenován na zasedání výkonného výboru Českého svazu juda svazovým trenérem. Je členem evropské trenérské komise EJU. Od roku 2016 je členem sportovního expertního týmu Českého olympijského výboru.
V anketě členů Unie profesionálních trenérů (UPT) Českého olympijského výboru se stal Trenérem roku 2016. V roce 2017 obdržel titul Čestný občan Prahy 18 a zařadil se mezi osobnosti MČ Letňany. V roce 2019, kdy jeho svěřenec Lukáš Krpálek vybojoval na MS v Tokiu druhý titul mistra světa tentokrát v nejtěžší váhové kategorii, byl znovu unií trenérů zvolen Trenérem roku. Po olympijských hrách v Tokiu, kdy Krpálek dokázal vyhrát druhé olympijské zlato, byl Petr Lacina do třetice zvolen UPT trenérem roku 2021.

## Osobní život
Má vystudovanou fakultu tělesné výchovy a sportu na Karlově univerzitě. Je bývalým členem kaskadérské skupiny Ipon. Jako kaskadér se objevil třeba ve filmech – Cesta peklem (1995), Johanka z Arku (1999), reklama na Tatranky (2000) nebo v seriálech Bídníci či Pojišťovna štěstí.
Je ženatý, má dceru Viktorku (2006) a syna Vítka (2011).

### Zajímavost
Trenér Zdeněk Kasík pro Deník Sport v roce 1996 prozradil jeho oblibu v dlouhém spánku. Nedělalo mu žádné problémy probudit se až ve značně pokročilém dopoledni. A poukazoval na fakt, že v podobném duchu se choval i na tatami. Musel mu neustále připomínat aby nezaspal úvod zápasu. V Atlantě na olympijských hrách se pral na tatami své nejlepší dvě a půl minuty proti tomuto dobře známému závodníkovi. V polovině utkání ale zbytečně zariskoval,  když zaútočil levým osoto gari, které soupeř okontroval a Lacina tak prohrál na ippon po technice ura-nage.